# Exeter (Nou Hampshire)
Exeter és una població dels Estats Units a l'estat de Nou Hampshire. Segons el cens del 2007 tenia 14.735 habitants.

## Demografia
Segons el cens del 2000, Exeter tenia 14.058 habitants, 5.898 habitatges, i 3.715 famílies. La densitat de població era de 276,4 habitants per km².
Dels 5.898 habitatges en un 31% hi vivien nens de menys de 18 anys, en un 51% hi vivien parelles casades, en un 8,9% dones solteres, i en un 37% no eren unitats familiars. En el 31,2% dels habitatges hi vivien persones soles el 13,7% de les quals corresponia a persones de 65 anys o més que vivien soles. El nombre mitjà de persones vivint en cada habitatge era de 2,32 i el nombre mitjà de persones que vivien en cada família era de 2,94.
Per edats la població es repartia de la següent manera: un 24,2% tenia menys de 18 anys, un 5% entre 18 i 24, un 29,8% entre 25 i 44, un 24% de 45 a 60 i un 17% 65 anys o més.
L'edat mediana era de 40 anys. Per cada 100 dones de 18 o més anys hi havia 84,4 homes.
La renda mediana per habitatge era de 49.618$ i la renda mediana per família de 63.088$. Els homes tenien una renda mediana de 45.091$ mentre que les dones 30.435$. La renda per capita de la població era de 27.105$. Entorn del 2,9% de les famílies i el 5,4% de la població estaven per davall del llindar de pobresa.

## Poblacions properes
El següent diagrama mostra les poblacions més properes.